# 1929 في ألمانيا
فيما يلي قوائم الأحداث التي وقعت خلال عام 1929 في ألمانيا.

## سياسة

### انتهاء فترة المنصب
- 3 أكتوبر – جوستاف ستريسمان German Foreign Minister ‏.

## كتب
من الكتب التي صدرت هذه السنة في ألمانيا:
- 1 يناير – ميدان ألكسندر في برلين من تأليف ألفرد دوبلن.
- 29 يناير – كل شيء هادىء على الجبهة الغربية من تأليف إريك ماريا ريمارك.

## مواليد

### يناير
- 4 يناير – أميتاي إتزيوني
- 4 يناير – غونتر شابوفسكي سياسي ألماني.
- 8 يناير – فولفجانج بيتيرس لاعب كرة قدم ألماني.
- 9 يناير – هاينر موللر مؤلف ألماني.
- 12 يناير – سيغفريد جوست كاسبر عالم نبات ألماني.
- 23 يناير – جون تشارلس بولانيي
- 28 يناير – فرانز ريتز درّاج طريق ألماني.
- 31 يناير – ردولف موسباور

### فبراير
- 24 فبراير – أندري غوندر فرانك
- 25 فبراير – هاري فايفر فيزيائي ألماني.

### مارس
- 6 مارس – جونتر كونرت كاتب ألماني.

### أبريل
- 6 أبريل – أندري بريفن
- 17 أبريل – جيمس لاست موسيقي ألماني.

### مايو
- 7 مايو – يوهانا براون
- 28 مايو – هورست فرانك
- 29 مايو – هيلموت فاث متسابق دراجات نارية ألماني.

### يونيو
- 12 يونيو – آن فرانك
- 17 يونيو – هانز مارك
- 18 يونيو – يورغن هابرماس
- 25 يونيو – توماس إيسنر

### يوليو
- 30 يوليو - فرنر توبكه رسام.

### أغسطس
- 15 أغسطس – ديتر إيبرل كاتب ومؤلف ألماني.
- 16 أغسطس – هيلموت ران لاعب كرة قدم ألماني.
- 26 أغسطس – فالتر فريتس كاتب ومؤلف ألماني.

### سبتمبر
- 9 سبتمبر – روث بفاو

### أكتوبر
- 25 أكتوبر – كلاوس رولر

### نوفمبر
- 11 نوفمبر – هانس ماغنوس إنتزنسبيرغر
- 12 نوفمبر – ميشائيل إنده مؤلف ألماني.
- 21 نوفمبر – ديتمار كرامر صحفي ألماني.
- 27 نوفمبر – بيتر ليلينتال

### ديسمبر
- 6 ديسمبر – نيكولاس هرننكورت
- 29 ديسمبر – يورغن أييلرز فيزيائي ألماني.

## وفيات

### يناير
- 10 يناير – كارل هيون (مواليد 1859) رياضياتي ألماني.
- 25 يناير – فرانز زافير كوغلر (مواليد 1862) رياضياتي ألماني.
- 29 يناير – بول غيرسون أونا (مواليد 1850) طبيب ألماني.

### فبراير
- 26 فبراير – كارل فريدريش ريتش (مواليد 1860) عالم نبات ألماني.

### مارس
- 1 مارس – فلهلم فون بوده (مواليد 1845) مؤرخ فن ألماني.

### أبريل
- 4 أبريل – كارل بنز (مواليد 1844)
- 21 أبريل – كارل فريدريش أوغست هيرمان وولف (مواليد 1866)
- 29 أبريل – ويلهلم ماير (مواليد 1867) محامي ألماني.

### مايو
- 13 مايو – آرثر شيربيوس (مواليد 1878) رياضياتي ألماني.
- 28 مايو – أوسكار كانيل (مواليد 1888) كاتب ألماني.

### يوليو
- 14 يوليو – أدولف ماير (مواليد 1881) مهندس معماري ألماني.
- 14 يوليو – هانس ديلبروك (مواليد 1848) مؤرخ ألماني.

### أغسطس
- 3 أغسطس – إميل برلينر (مواليد 1851)

### أكتوبر
- 3 أكتوبر – جوستاف ستريسمان (مواليد 1878) سياسي ألماني.
- 7 أكتوبر – غوستاف شتاينمان (مواليد 1856)
- 26 أكتوبر – أبي واربورغ (مواليد 1866)
- 28 أكتوبر – برنارت فون بولوف (مواليد 1849)

### نوفمبر
- 6 نوفمبر – ماكس أمير بادن (مواليد 1867)

### ديسمبر
- 29 ديسمبر – فيلهلم مايباخ (مواليد 1846)